# ژوآو میراندا
ژوآو میراندا د سوزا فیلو (پرتغالی: João Miranda de Souza Filho؛ زادهٔ ۷ سپتامبر ۱۹۸۴) که با نام ژوآو میراندا یا میراندا شناخته می‌شود، بازیکن فوتبال اهل برزیل است که در پست دفاع وسط بازی می‌کرد.
میراندا در تیم‌های فوتبال کوریتیبا ،سوشو، سائو پائولو، اتلتیکو مادرید و اینتر میلان سابقهٔ حضور دارد. این بازیکن همچنین از سال ۲۰۰۹، ۵۸ بار برای تیم ملی فوتبال برزیل به میدان رفته‌است.

## افتخارات
سائو پائولو
- سری آ برزیل: ۲۰۰۶، ۲۰۰۷، ۲۰۰۸
- جام پائولیستا برزیل: ۲۰۲۱

اتلتیکو مادرید
- لا لیگا: ۱۴–۲۰۱۳[۲]
- کوپا دل ری: ۱۳–۲۰۱۲[۳]
- سوپر جام فوتبال اسپانیا: ۲۰۱۴؛ نایب قهرمان: ۲۰۱۳[۴]
- لیگ اروپا: ۱۲–۲۰۱۱[۵]
- سوپرجام اروپا: ۲۰۱۲[۶]
- لیگ قهرمانان اروپا نایب قهرمان: ۱۴–۲۰۱۳[۷]

جیانگسو سونینگ
- سوپر لیگ فوتبال چین: ۲۰۲۰[۸]

برزیل
- جام کنفدراسیون‌ها: ۲۰۰۹[۹]
- کوپا آمریکا: ۲۰۱۹[۱۰]